# Solsidan (säsong 7)
Den sjunde säsongen av Solsidan, en svensk TV-serie skapad av Felix Herngren, Jacob Seth Fransson, Ulf Kvensler och Pontus Edgren, hade premiär 17 oktober 2021 på TV4 och C More. 

## Avsnitt
| Nr i serien | Nr i säsongen | Titel | Regissör         | Manus                             | Sändningsdatum   | Tittarsiffror (miljoner) |
| --- | ------------- | ----- | ---------------- | --------------------------------- | ---------------- | ------------------------ |
| 61 | 1             | "–"   | Emma Bucht       | Malin Sohlman-Möller              | 17 oktober 2021  | 1,225                    |
| Mickan är mitt i en 40-årskris och har fått för sig att hon vill göra om Saltsjöbadens tennisklubb till en beach club, döpt efter henne själv. Ove och Anette försöker att tjäna lite extra pengar genom att vara familjehemsföräldrar åt en tonåring, och Alex har det svårt på hemmaplan. |               |       |                  |                                   |                  |                          |
| 62 | 2             | "–"   | Emma Bucht       | Erik Hultkvist & Pontus Edgren    | 24 oktober 2021  | 1,048                    |
| 63 | 3             | "–"   | Emma Bucht       | Erik Hultkvist                    | 31 oktober 2021  | 1,133                    |
| 64 | 4             | "–"   | Emma Bucht       | Henrik Schyffert & Erik Hultkvist | 7 november 2021  | 1,1                      |
| 65 | 5             | "–"   | Henrik Schyffert | Malin Sohlman-Möller              | 14 november 2021 | 1,106                    |
| 66 | 6             | "–"   | Henrik Schyffert | Pontus Edgren                     | 21 november 2021 | 1,06                     |
| 67 | 7             | "–"   | Henrik Schyffert | Niclas Carlsson & Erik Hultkvist  | 28 november 2021 | 1,071                    |
| 68 | 8             | "–"   | Felix Herngren   | Erik Hultkvist                    | 5 december 2021  | 1,115                    |
| 69 | 9             | "–"   | Felix Herngren   | Niclas Carlsson & Erik Hultkvist  | 12 december 2021 | 1,102                    |
| 70 | 10            | "–"   | Felix Herngren   | Niclas Carlsson & Erik Hultkvist  | 19 december 2021 | –                        |